# S/2004 S3

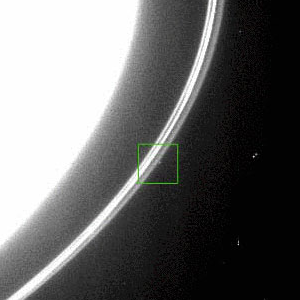
Afbeelding waarop de ontdekking te zien is van S/2004 S3, een maan van Saturnus.

S/2004 S 3 is een maan van Saturnus ontdekt door C.Murray op 21 juni 2004. De maan is ongeveer 3-5 kilometer in diameter en draait om Saturnus in 0,62 dagen. S/2004 S3 is sinds de ontdekking niet meer gezien.